# Eros Riccio
Eros Riccio (født 1. december 1977 i Lucca) er italiensk korrespondanceskak stormester og forfatter af en skakbog. Han er FICGS verdensmester, europæisk kampion og olympisk bronzevinder med det italienske skaklandshold.